# Ретардация (риторика)
Ретарда́ция (от лат. retardatio — замедление) или Антиклимакс (от др.-греч. ἀντί «противоположность» и др.-греч. κλῖμαξ— «лестница») — литературно-художественный приём противоположный климаксу, заключающийся в задержке развития действия путем включения в текст внефабульных элементов — лирических отступлений, различных описаний (пейзаж, интерьер, характеристика), а также предложение (или период), части которого представляют ряд нисходящих по силе выражений. Этот приём приводит к тому, что эмоциональное напряжение перед близким финалом поднимается снова.
В трагедии таким приёмом является событие, которое приводит к получению ложных надежд на спасение героя.
В комедии это — событие, которое не может произойти так, как представляется, и может увести от счастливого конца.
В классической пятиактной пьесе ретардация предусматривается в четвёртом акте.